# 矢島正見
矢島 正見（やじま まさみ、1948年 - ）は、日本の社会学者。一般財団法人青少年問題研究会理事長、元中央大学教授。専攻は犯罪社会学、社会病理学、性社会学。

## 人物[2]
神奈川県横浜市生まれ。1971年、中央大学文学部社会学科卒業、1979年、同大学院文学研究科社会学専攻博士課程単位取得退学。1981年、大正大学文学部専任講師、1982年、同文学部社会福祉学科専任講師、1987年、同文学部社会福祉学科助教授。1991年、中央大学文学部助教授、1993年、同文学部教授、2005年、日本社会病理学会出版賞受賞、2007年、日本社会病理学会出版奨励賞受賞。一般財団法人青少年問題研究会理事長。

## 著書
- 少年非行文化論 学文社 1996.4
- 忠犬パパは眠れない 2001.2 （宝島社新書）
- 社会病理学的想像力 「社会問題の社会学」論考 学文社 2011.1
- 社会学としての犯罪社会学 : 犯罪・非行・逸脱・病理研究の裏街道をゆく 青少年問題研究会 2020.6

## 共編著
- 成熟社会の病理学 米川茂信共編 学文社 1993.4
- 生活問題の社会学 井上実共編 学文社 1995.4
- 男性同性愛者のライフヒストリー 学文社 1997.6
- 女性同性愛者のライフヒストリー 学文社 1999.4
- おかま道を行く-谷津瀬由美研究 戦後日本<トランスジェンダー>社会史研究会 2000.12
- 高校生のための人気学問ガイド（監修）2000.7 （旺文社ムック）
- 戦後日本<トランスジェンダー>社会史 1（基礎研究・資料編） 三橋順子,杉浦郁子共編 戦後日本<トランスジェンダー>社会史研究会 2000.3
- 変わる若者と職業世界 トランジッションの社会学 耳塚寛明共編著 学文社 2001.4 (シリーズ職業とライフスタイル
- 戦後日本<トランスジェンダー>社会史 3（基礎研究・資料続編）石田仁共編著 戦後日本<トランスジェンダー>社会史研究会 2001.3
- よくわかる犯罪社会学入門 犯罪非行とはいったい何か? 丸秀康,山本功共編著 学陽書房 2004.11
- 戦後日本女装・同性愛研究 （編著） 中央大学出版部 2006.3 （中央大学社会科学研究所研究叢書）
- 関係性の社会病理 高原正興共著 学文社 2016.4

## 注
1. 1 2  ChuoOnline＜研究＞「順機能、機能不全、逆機能の命題」- 矢島正見／中央大学文学部教授
2. ↑  研究者 - researchmap
3. ↑  青少年問題研究会　役員一覧